# Eidgenössische Volksabstimmung über die Reform der beruflichen Vorsorge
Mit der eidgenössischen Volksabstimmung über die Reform der beruflichen Vorsorge wurde am 22. September 2024 über die Änderung vom 17. März 2023 des Bundesgesetzes über die berufliche Alters-, Hinterlassenen- und Invalidenvorsorge (BVG) entschieden. Da gegen die Gesetzesänderung das fakultative Referendum ergriffen wurde, wurde die Vorlage der Volksabstimmung unterbreitet; sie wurde von 67,12 Prozent der Stimmenden abgelehnt.

## Hintergrund
Die berufliche Vorsorge bildet die 2. Säule des Drei-Säulen-Systems der Altersvorsorge der Schweiz. Während die 1. Säule, die Alters- und Hinterlassenenversicherung (AHV), der Existenzsicherung der gesamten Bevölkerung dient und nach dem Umlageverfahren finanziert wird, sind durch die berufliche Vorsorge die erwerbstätigen Personen obligatorisch versichert. Erwerbstätige ab einem bestimmten Einkommen sind einer Pensionskasse angeschlossen. Arbeitnehmer und Arbeitgeber zahlen Lohnbeiträge an eine Pensionskasse, welche diese verwaltet und anlegt; das dadurch entstehende Altersguthaben wird nach der Pensionierung als Rente ausgerichtet oder einmalig ausbezahlt. Die 3. Säule ist die private Vorsorge. Wenn Erwerbstätige freiwillig einen bestimmten Betrag auf ein spezielles Bankkonto oder in eine Lebensversicherung einzahlen, so profitieren sie von Steuererleichterungen.

## Vorgeschichte
Seit 2005 die 1. Revision des BVG in Kraft getreten ist, sind zwei Vorlagen für eine Reform der beruflichen Vorsorge gescheitert. Gegen eine von der bürgerlichen Parlamentsmehrheit am 19. Dezember 2008 beschlossene Vorlage für eine Senkung des gesetzlichen Mindestumwandlungssatzes hatten der Schweizerische Gewerkschaftsbund, die SP und die Grünen erfolgreich das Referendum ergriffen; die Vorlage wurde in der Volksabstimmung vom 7. März 2010 mit einem Anteil der Nein-Stimmen von 72,7 Prozent abgelehnt.
Das Bundesgesetz vom 17. März 2017 über die Reform der Altersvorsorge 2020 wollte die AHV (1. Säule) und die berufliche Vorsorge gemeinsam reformieren. Im Sinne eines übergreifenden Kompromisses verband die Vorlage die eher von bürgerlicher Seite geforderte Senkung des Mindestumwandlungssatzes im BVG und die Erhöhung des Rentenalters der Frauen im AHVG mit der eher von linker Seite geforderten Erhöhung der AHV-Renten und einer Erhöhung der AHV-Lohnbeiträge. Nachdem Westschweizer Gewerkschaften und Konsumentenverbände das Referendum ergriffen hatten, stellten sich auch FDP, SVP und Wirtschaftsverbände gegen die Vorlage. In der Volksabstimmung vom 24. September 2017 wurde sie mit 52,7 Prozent Nein-Stimmen abgelehnt.

## Inhalt der Gesetzesänderung
Der Umwandlungssatz im obligatorischen Bereich der beruflichen Vorsorge (bis zu einem Jahreslohn von 88'200 Franken) soll von heute 6,8 Prozent auf 6,0 Prozent gesenkt werden. Das bedeutet, dass z. B. bei einem Altersguthaben von 100'000 Franken die jährliche Rente von 6800 auf neu 6000 Franken sinkt. Diese Senkung soll teilweise durch Ausgleichsmassnahmen kompensiert werden. Einerseits erhält etwa die Hälfte der Personen, die in den 15 Jahren nach dem Inkrafttreten der Gesetzesänderung pensioniert werden, einen Rentenzuschlag, was zu Kosten von rund 800 Millionen Franken pro Jahr führt, welche durch alle Arbeitnehmenden und Arbeitgeber zu finanzieren sind. Andererseits wird für tiefe Einkommen ein höherer Teil des Lohnes versichert, indem für die Berechnung des versicherten Lohns statt des fixen Betrags von 25'725 Franken künftig 20 Prozent vom Lohn abgezogen wird (sogenannter Koordinationsabzug).
Bisher sind nur Personen versichert, die bei einem einzelnen Arbeitgeber mehr als 22'050 Franken verdienen. Durch eine Senkung dieser Eintrittsschwelle auf 19'845 Franken sollen schätzungsweise 70'000 Personen, vor allem Frauen mit Teilzeitbeschäftigung, zusätzlich versichert werden; diese Personen und ihre Arbeitgeber müssen aber auch neu Sparbeiträge bezahlen.
Die Gesetzesänderungen betreffen in erster Linie Pensionskassen, die nur die gesetzlich vorgeschriebenen Mindestleistungen anbieten. Vor allem Personen mit tiefen Einkommen, die bei diesen Kassen versichert sind, sollen besser abgesichert werden. Diese Personen und ihre Arbeitgeber müssen aber dafür höhere Sparbeiträge bezahlen als bisher. Falls diese Personen Anspruch auf Ergänzungsleistungen der AHV haben, hat die zusätzliche kleine Rente eine entsprechende Kürzung der Ergänzungsleistungen zur Folge, so dass trotz höheren Sparbeiträgen nach der Pensionierung kein höheres Einkommen resultiert.
Die Senkung des Umwandlungssatzes betrifft unmittelbar nur die obligatorische berufliche Vorsorge bis zu einem Jahreslohn von 88'200 Franken. Werden höhere Löhne versichert (überobligatorischer Teil), können die Pensionskassen einen tieferen Umwandlungssatz festlegen (2024 im Durchschnitt 5,3 Prozent). Die Rente muss aber mindestens so hoch sein wie die Rente, die für den obligatorischen Teil des Alterskapitals vorgeschrieben ist. Daher kann die Senkung des Umwandlungssatzes im obligatorischen Bereich der 2. Säule auch zu Senkungen der Renten im überobligatorischen Bereich führen.
Die Reform verkleinert den Unterschied zwischen den Beiträgen an die Pensionskasse für jüngere und ältere Arbeitnehmende: Jüngere und ihre Arbeitgeber zahlen mehr, ältere und ihre Arbeitgeber zahlen weniger.

## Entstehung der Gesetzesänderungen
Der Bundesrat hat seine Botschaft mit dem Entwurf für eine Änderung des Bundesgesetzes über die berufliche Alters-, Hinterlassenen- und Invalidenvorsorge am 25. November 2020 der Bundesversammlung unterbreitet. Der Entwurf des Bundesrates übernahm Kompromissvorschläge, welchen die nationalen Dachverbände der Sozialpartner (Arbeitnehmer- und Arbeitgeberverbände) ausgehandelt hatten.
Der Nationalrat behandelte die Vorlage am 7. und 8. Dezember 2021. Mit 126 zu 61 Stimmen beschloss der Rat gemäss Bundesrat einen Mindestumwandlungssatz von 6,0 Prozent gegen einen Antrag aus der Linken für eine Senkung auf 6,4 Prozent. Während der Bundesrat die Eintrittsschwelle für die Aufnahme in die berufliche Vorsorge bei einem Mindestlohn von 21'510 Franken belassen und das Eintrittsalter von 25 Jahren nicht senken wollte, beschloss der Nationalrat 12'548 Franken und 20 Jahre. Der vom Bundesrat vorgeschlagenen Senkung des Koordinationsabzuges (zur Erklärung des Begriffs siehe oben) auf 12'443 Franken wurde zugestimmt. Stark abgeändert wurden aber die Vorschläge des Bundesrates für einen Rentenzuschlag zur Kompensation der Senkung des Umwandlungssatzes. Dieser Zuschlag sollte entgegen dem Antrag des Bundesrates nicht allen Versicherten zukommen, sondern nur denjenigen, die in den 15 Jahren nach dem Inkrafttreten der Gesetzesänderung pensioniert werden (sogenannte Übergangsgeneration). Die Voraussetzungen wurden in der Weise restriktiver formuliert, dass die überobligatorischen Leistungen angerechnet werden, so dass ungefähr 35 bis 40 Prozent der Versicherten einen Anspruch erhalten.
Der Ständerat beschloss in der Wintersession 2022 als Eintrittsschwelle einen Mindestlohn von 17'208 Franken, ein Eintrittsalter von 25 Jahren und einen Koordinationsabzug von 15 Prozent. Beim Rentenzuschlag folgte er im Grundsatz dem Konzept des Nationalrates und entschied sich für eine Lösung, mit der die Hälfte der Versicherten diesen erhalten, wovon ein Viertel nur teilweise. Weil nach Ansicht einer Minderheit damit die Senkung des Umwandlungssatzes nur ungenügend kompensiert wird, wollte sie den Umwandlungssatz bei 6,8 Prozent belassen; die Mehrheit entschied sich mit 30 zu 12 Stimmen für 6,0 Prozent.
In der Differenzbereinigung in der Frühjahrssession 2023 konnten sich die Räte erst nach je zwei weiteren Beratungen und der Einsetzung einer Einigungskonferenz auf gemeinsame Beschlüsse einigen. Für die Eintrittsschwelle wurde als Kompromiss ein Mindestlohn von 19'845 Franken gefunden. Das Eintrittsalter blieb bei 25 Jahren. Beim Koordinationsabzug setzte sich das Modell des Ständerates durch, der diesen nicht mit einer fixen Summe, sondern als Prozentanteil des Jahreslohns definiert; festgelegt wurden 20 Prozent. Beim Rentenzuschlag setzte sich der Ständerat durch.
Die Schlussabstimmungen fanden am 17. März 2023 statt. Im Nationalrat wurde die Vorlage von allen Mitgliedern der Grünliberalen Fraktion und der FDP-Liberalen Fraktion sowie von der Mehrheit der SVP- und der Mitte-Fraktion unterstützt. Sämtliche Mitglieder der SP-Fraktion und die Mehrheit der Grünen Fraktion stellten sich dagegen. Die Vorlage wurde mit 113 zu 69 Stimmen bei 15 Enthaltungen angenommen. Im Ständerat wurde sie mit 29 zu 8 Stimmen bei 5 Enthaltungen angenommen.
Eine Analyse der parlamentarischen Behandlung des Geschäfts durch das Online-Magazin Republik kommt zum Schluss, dass der vom Bundesrat übernommene Kompromissvorschlag der Arbeitgeber- und Arbeitnehmerverbände (Kompensation der Senkung des Umwandlungssatzes durch einen Rentenzuschlag von 0,5 Prozent für alle Versicherte) gescheitert sei, weil die Bank- und Versicherungsbranche massiv dagegen lobbyiert habe. Mit dieser seien viele bürgerliche Parlamentarier eng verbunden. Je tiefer der Rentenzuschlag, an dessen Finanzierung diese Branche nicht beteiligt wäre, desto mehr müssen die Versicherten in die berufliche Vorsorge einzahlen. Diese Zusatzbeiträge würden neue Milliardengeschäfte versprechen.

## Fakultatives Referendum
Gegen die Gesetzesänderung haben der Schweizerische Gewerkschaftsbund, die SP, die Grünen und das Konsumentenmagazin K-Tipp das Referendum ergriffen. Die Bundeskanzlei stellte am 21. Juli 2023 fest, dass das Referendum mit 77'732 gültigen Stimmen zustande gekommen ist.

## Abstimmungskampf

### Argumente der Gegner der Vorlage
Die Renten würden bereits seit einiger Zeit sinken. Mit dem «BVG-Bschiss» drohten wegen der Senkung des Umwandlungssatzes zusätzliche Rentenkürzungen von bis zu 3200 Franken jährlich; besonders betroffen wären ältere Arbeitnehmende und die Mittelschicht. Gleichzeitig würden die obligatorischen Lohnabzüge erhöht; die Kosten pro Arbeitnehmer würden um bis zu 2400 Franken jährlich steigen. Besonders betroffen wären Personen mit tiefen Löhnen. Insbesondere Frauen würden zur Kasse gebeten, ohne dass ihnen höhere Renten garantiert würden. Geringe Erhöhungen würden dadurch kompensiert, dass dadurch der Anspruch auf Ergänzungsleistungen der AHV vermindert wird. Lösungen für familienbedingte Erwerbsunterbrüche und Teilzeitarbeit für mehrere Arbeitgeber (z. B. von Putzfrauen oder Tagesmüttern) fehlten.
Die Reform ignoriere, dass die Pensionskassen immer mehr überhöhte Reserven anhäufen, was nicht im Interesse der Versicherten, aber im Interesse der Finanzindustrie liege, welche diese Gelder anlegt. Zudem werde das Problem der steigenden Verwaltungskosten nicht gelöst (insbesondere Bankkosten für die Vermögensverwaltung und eigene administrative Kosten der 1353 Pensionskassen). Jährlich über 7 Milliarden Franken aus den Pensionskassen kämen den Banken und Managern zugute statt den Versicherten.
Die Finanzlage der Pensionskassen sei entgegen anderslautender Behauptungen gesichert, wie die «Schweizer Pensionskassenstudie» von Swisscanto zeige. K-Tipp rechnet, dass die Pensionskassen Ende 2023 Reserven von 156 Milliarden Franken besassen, 28,5 Milliarden mehr als ein Jahr zuvor. Die Pensionskassen würden von unrealistisch tiefen Zinserwartungen von weniger als 2 Prozent ausgehen, obwohl die Nettorendite der Kapitalanlagen in den Jahren 2012 bis 2021 5,4 Prozent betrug.
Der SGB wirft dem Bund «realitätsferne BVG-Berechnungen» vor. Gemäss diesen Zahlen müssten Personen mit Löhnen ab rund 5’500 Franken Monatseinkommen mit BVG-Rentenverlusten rechnen. Dabei sei aber ausser Acht gelassen worden, dass die Löhne im Laufe des Arbeitslebens in der Regel steigen. Wenn man dieses realitätsnahe Lohnwachstum einbezieht, würden die Renten ab Monatslöhnen von etwas über 4’000 Franken sinken. Dazu komme noch die teure Finanzierung der Rentenverbesserungen für tiefe Einkommen, welche sich für mittlere Einkommen negativ auswirke. Die Bilanz der BVG-Reform sei deshalb bereits für Monatslöhne im Bereich von 3’300 Franken negativ.
Entgegen der Aussage des Bundesrates seien auch die Rentner betroffen: Die hohen Kosten für die Kompensationsmassnahmen für die Übergangsgeneration würden dazu führen, dass die Pensionskassen noch weniger als heute die Renten an die Teuerung anpassen; die laufenden Renten seien dadurch immer weniger wert.

### Argumente der Befürworter der Vorlage
Weil die Lebenserwartung gestiegen und die Renditen auf den Altersguthaben gesunken seien, müsse die berufliche Vorsorge an die veränderte Situation angepasst werden. Der Grundsatz, dass jede Person für die eigene Rente spart, werde heute von Pensionskassen, welche nur die obligatorischen Mindestleistungen anbieten, verletzt: Es widerspreche der Generationengerechtigkeit, wenn ein Teil der Renten mit den Erträgen aus dem Kapital der Erwerbstätigen finanziert werden müsse (Querfinanzierung). Es bestehe ein Risiko für Finanzierungslücken, für die später die Versicherten aufkommen müssten. Die Reform behebe diesen Missstand; die Pensionskassen würden eine stabilere finanzielle Basis erhalten.
Zudem verbessere die Reform die Altersvorsorge von Personen mit tieferem Einkommen, mehrheitlich Frauen. Sie biete eine bessere Lösung insbesondere für Personen mit mehreren Teilzeitbeschäftigungen. Dank der Reform erhalten viele von ihnen eine höhere Rente oder überhaupt erstmals Zugang zu einer Pensionskasse. 100'000 tiefe Einkommen würden neu versichert. Gemäss einer Studie der Frauenorganisation Alliance F würden 359'000 Personen eine höhere Rente erhalten, davon 275'000 Frauen.
Die Reform senke die Beiträge für Arbeitnehmende ab 55 Jahren und verbessere damit ihre Stellung auf dem Arbeitsmarkt.
Die Rentnergeneration sei von der Reform nicht betroffen; für sie ändere sich nichts.

### Finanzierung der Abstimmungskampagne
Ab 2024 muss die Finanzierung der Abstimmungskampagnen offengelegt werden; die Eidgenössische Finanzkontrolle publiziert die deklarierten Angaben. Die Befürworter der Reform der beruflichen Vorsorge haben 3'377'265 Franken ausgegeben. Davon stammten 1'405'500 Franken von Economiesuisse, 1'000'000 Franken vom Schweizerischen Arbeitgeberverband und 655'900 Franken vom Schweizerischen Versicherungsverband. Die Zuwendungen an die Gegner der Vorlage betrugen 2'044'768 Franken. Grössere Beiträge leisteten die SP (632'718 Franken), der Schweizerische Gewerkschaftsbund (908'101 Franken) und die Wirtschaftsallianz «NEIN zur BVG-Scheinreform» (338'236 Franken).

## Eidgenössische Volksabstimmung

### Abstimmungsfrage
«Wollen Sie die Änderung vom 17. März 2023 des Bundesgesetzes über die berufliche Alters-, Hinterlassenen- und Invalidenvorsorge (BVG) (Reform der beruflichen Vorsorge) annehmen?»

### Abstimmungsparolen
Ja-Parolen:
- Parteien: EDU, EVP, FDP, GLP, Die Mitte, SVP
- Verbände und weitere Organisationen: Schweizerischer Arbeitgeberverband, Schweizerischer Gewerbeverband, Schweizerische Versicherungsverband, Schweizerischer Pensionskassenverband, Swissmem, Schweizerischer Baumeisterverband, Hotelleriesuisse, alliance F

Nein-Parolen:
- Parteien: Grüne, MCG, SP, SVP Solothurn, SVP Unterwallis[18]
- Verbände und weitere Organisationen: Schweizerischer Gewerkschaftsbund, Travail.Suisse, GastroSuisse, Centre Patronal, Schweizer Fleisch-Fachverband, Bäcker-Confiseurmeister-Verband, Verband Schweizer Coiffeurgeschäfte, Verband Tankstellenshops Schweiz

### Resultate der Volksabstimmung
Die Gesetzesänderung wurde von 67,12 Prozent der Stimmenden abgelehnt.